# Stunt Race FX
Stunt Race FX, i Japan känt som Wild Trax (ワイルドトラックス Wairudo Torakkusu?), är ett racingspel utvecklat av Nintendo EAD med hjälp av Argonaut Software och utgivet av Nintendo till SNES. 

### Fotnoter
1. 1 2  ”N-Sider.com: Stunt Race FX”. N-Sider.com. Arkiverad från originalet den 30 oktober 2013. https://web.archive.org/web/20131030094057/http://www.n-sider.com/gameview.php?gameid=106. Läst 23 april 2014.
2. ↑  ”Illusion of Gaia” (på svenska). Super Power (Solna: Atlantic) (7 1994). oktober 1994. Läst 23 april 2014.